# Tersjanka (Saporischschja, Nowomykolajiwka)
Tersjanka (ukrainisch Терсянка; deutsch ehemals Friedenfeld) ist ein Dorf in der ukrainischen Oblast Saporischschja mit etwa 440 Einwohnern (2001).

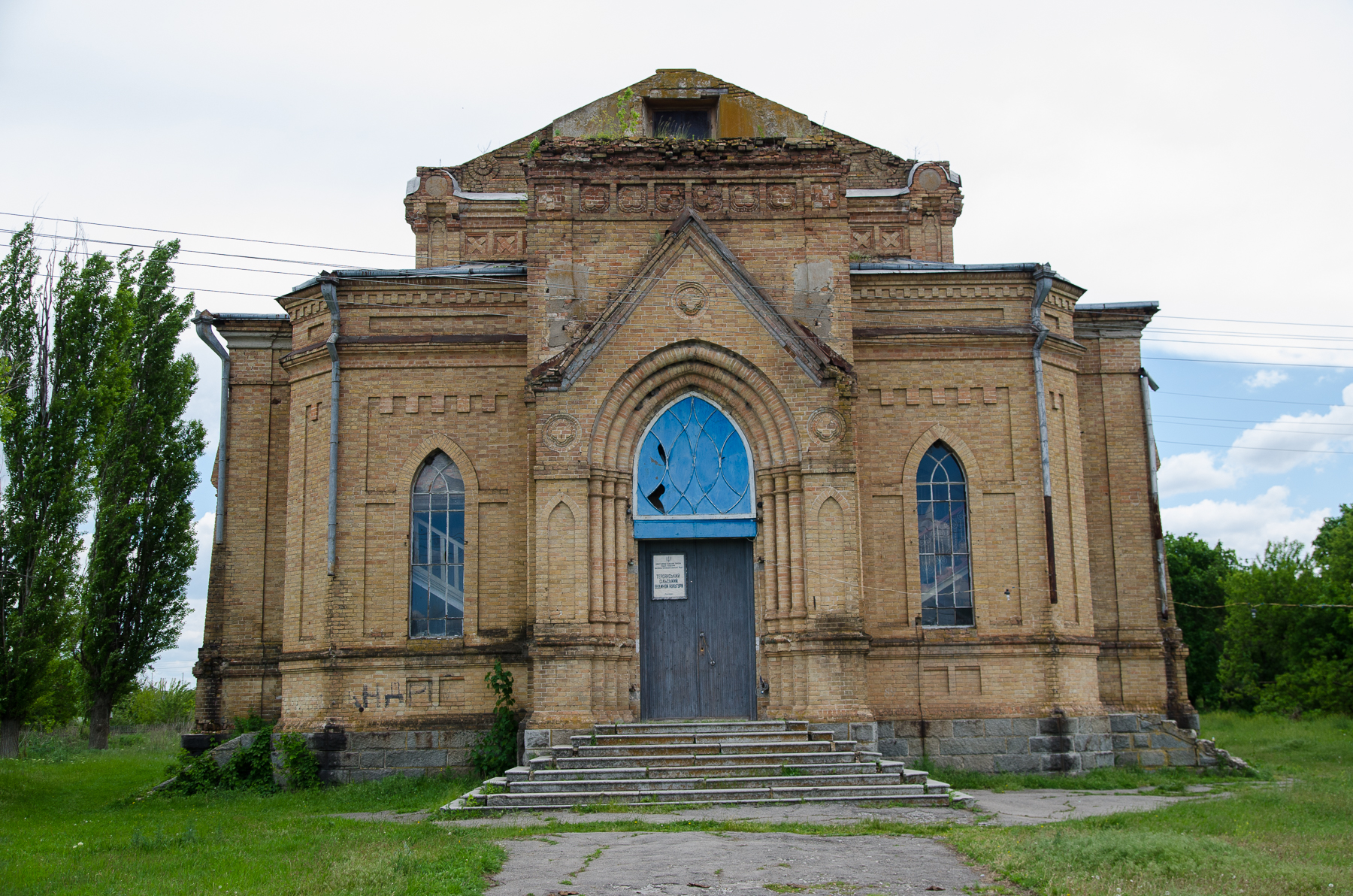
1911 geweihte, ehemalige deutsche lutherische Kirche im Dorf

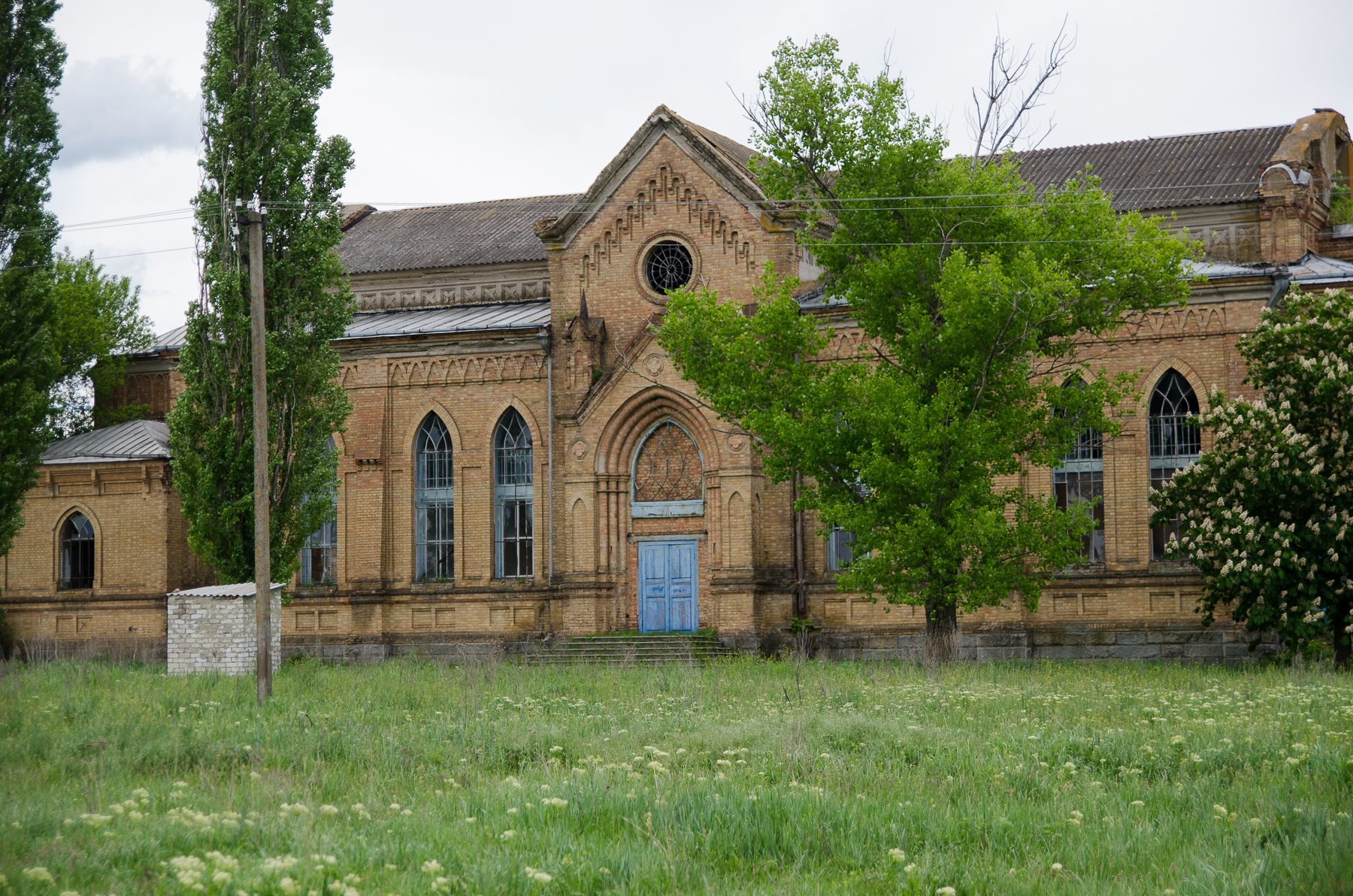
Seitenansicht

Das Dorf Michailowka (russisch, ukrainisch Михайлівка) wurde 1782 von Ansiedlern aus der Region Poltawa gegründet. Im Jahr 1859 gründeten 14 Siedler aus Alt-Nassau (heute Wynohradne) nordöstlich von Michailowka, Teil der Kolonie Prischib, das Dorf Friedenfeld (russisch Фриденфельд Fridenfeld, später auch ukrainisch Мирне поле Mirne Pole, russisch Мирное Поле Mirnoe Pole). Der Ort war Teil der deutschen Kankriner Kolonie.
Die Überreste eines 1911 errichteten lutherischen Gotteshauses, der Kirche St. Peter und Paul, die heute als Kulturhaus genutzt wird, erinnern an diese ehemals hier ansässigen deutschen Kolonisten. Nachdem die Sowjetunion die Ukraine im Russischen Bürgerkrieg eroberte, wurde Friedenfeld spätestens im Jahr 1941 – als die deutschen Bewohner nach Kasachstan deportiert wurden – nach dem Fluss Werchnja Tersa in Tersjanka umbenannt. 1904 hatte das Dorf 423 Einwohner, 1909 306 und 1926 411.
Tersjanka war das administrative Zentrum der gleichnamigen, 87,2 km² großen Landratsgemeinde im Rajon Nowomykolajiwka, zu der noch die 10 Dörfer
Wiktoriwka (Вікторівка), Woskressenka (Воскресенка), Salywne (Заливне), Selena Dibrowa (Зелена Діброва), Kryniwka (Кринівка), Marjaniwka (Мар'янівка), Nischenka (Ніженка), Nowowiktoriwka (Нововікторівка), Rosiwka (Розівка) und Terniwka (Тернівка) gehören. Im Jahr 2020 ging der Rajon Nowomykolajiwka im Rajon Saporischschja auf.
Die Ortschaft liegt auf einer Höhe von 96 m am Ufer der Werchnja Tersa (Верхня Терса), einem 107 km langen, linken Nebenfluss der Wowtscha, 11 km südlich vom Rajonzentrum Nowomykolajiwka und 68 km östlich vom Oblastzentrum Saporischschja.
Durch das Dorf verläuft die Territorialstraße T–04–08.